# Coupe du monde féminine de hockey en salle 2025
Navigation
Pretoria 2023
La Coupe du monde féminine de hockey en salle 2025 est la 7e édition de la Coupe du monde féminine de hockey en salle. Il se tient parallèlement au tournoi masculin du 3 au 9 février 2025 à Poreč, en Croatie.

## Ville et arène
Le 27 mars 2024, la Croatie est désignée pays organisateur par la Fédération internationale de hockey avec pour ville hôte Poreč,.
| Poreč                 | Poreč |
| Centre sportif Žatika | Poreč |
| Capacité : 3 700      | Poreč |

## Équipes qualifiées
Le pays hôte à savoir la Croatie s'est qualifiée directement ainsi que les champions continentaux et les six dernières équipes les plus performantes dans les tournois continentaux.
| Pays hôte & champions continentaux                   | Pays hôte & champions continentaux | Pays hôte & champions continentaux | Pays hôte & champions continentaux | Pays hôte & champions continentaux                               |
| Événement                                            | Dates                              | Lieu                               | Quotas                             | Qualifiés                                                        |
| ---------------------------------------------------- | ---------------------------------- | ---------------------------------- | ---------------------------------- | ---------------------------------------------------------------- |
| Euro 2024                                            | 8 - 11 février 2024                | Berlin                             | 1                                  | Allemagne (6)                                                    |
| Coupe d'Amérique 2024                                | 19 - 22 mars 2024                  | Calgary                            | 1                                  | États-Unis (9)                                                   |
| Pays hôte                                            | 27 mars 2024                       | NC                                 | 1                                  | Croatie (26)                                                     |
| Coupe d'Asie 2024                                    | 13 - 16 mai 2024                   | Chonburi                           | 1                                  | Thaïlande (18)                                                   |
| Coupe d'Afrique 2024                                 | 23 - 26 mai 2024                   | Swakopmund                         | 1                                  | Afrique du Sud (7)                                               |
| Coupe d'Océanie 2024                                 | 24 - 26 juin 2024                  | Canberra                           | 1                                  | Australie (5)                                                    |
| Les six meilleures équipes des tournois continentaux |                                    |                                    |                                    |                                                                  |
| Euro 2024                                            | 8 - 11 février 2024                | Berlin                             | 4                                  | Pologne (10) Autriche (3) Espagne (16) Tchéquie (2) Belgique (8) |
| Coupe d'Afrique 2024                                 | 23 - 26 mai 2024                   | Swakopmund                         | 1                                  | Namibie (12)                                                     |
| Réallocation                                         | 29 août 2024                       | NC                                 | 1                                  | Nouvelle-Zélande (15)                                            |
| Total                                                | Total                              | Total                              | 12                                 |                                                                  |

## Déroulement de la phase finale

### Premier tour
Les douze participants sont répartis dans 3 groupes de 4 équipes au premier tour. Le format est celui d'un tournoi toutes rondes simple : chaque équipe joue un match contre les 3 autres équipes du même groupe.
Les deux premiers de chaque groupe et les deux meilleurs troisièmes sont qualifiés pour les quarts de finale tandis que le dernier de chaque groupe et le moins bon troisième sont qualifiés pour la phase de classement.
Légende :
- Quarts de finale
- Classement des troisièmes de groupe
- Phase de classement

#### Groupe A
| Rang | Équipe     | Pts | J | G | N | P | Bp | Bc | Diff |  | Résultats  |  |     |     |     |
| ---- | ---------- | --- | - | - | - | - | -- | -- | ---- |  | ---------- |  | --- | --- | --- |
| 1    | Tchéquie   | 9   | 3 | 3 | 0 | 0 | 15 | 6  | +9   |  | Tchéquie   |  | 6-2 | 5-3 | 4-1 |
| 2    | Belgique   | 4   | 3 | 1 | 1 | 1 | 10 | 8  | +2   |  | Belgique   |  |     | 1-1 | 7-1 |
| 3    | États-Unis | 4   | 3 | 1 | 1 | 1 | 10 | 9  | +1   |  | États-Unis |  |     |     | 6-3 |
| 4    | Croatie PO | 0   | 3 | 0 | 0 | 3 | 5  | 17 | -12  |  | Croatie PO |  |     |     |     |

| Match 5              | Croatie  | 1 - 7   | Belgique                                                           |                                          |                                          |
| 3 février 2025 20h30 | Čepo 21e | (0 - 3) | 8e, 10e, 21e, 29e Gose · 19e Ronquetti · 27e Vincent · 32e Peeters | Arbitrage : Zeke Newman Kristy Robertson | Arbitrage : Zeke Newman Kristy Robertson |
| 3 février 2025 20h30 | Rapport  |         |                                                                    | Arbitrage : Zeke Newman Kristy Robertson | Arbitrage : Zeke Newman Kristy Robertson |

| Match 6              | Tchéquie                                                      | 5 - 3   | États-Unis                   |                                       |                                       |
| 3 février 2025 21h40 | Babická 10e · Kolářová 17e · Lehovcová 27e · Vorlová 28e, 32e | (2 - 2) | 3e D'Ariano · 5e, 40e Matson | Arbitrage : Michael Pontus Ana Ortega | Arbitrage : Michael Pontus Ana Ortega |
| 3 février 2025 21h40 | Rapport                                                       |         |                              | Arbitrage : Michael Pontus Ana Ortega | Arbitrage : Michael Pontus Ana Ortega |

| Match 9              | Croatie                  | 3 - 6   | États-Unis                                                   |                                            |                                            |
| 4 février 2025 19h40 | Čepo 8e, 39e · Nizek 40e | (1 - 4) | 5e Bruder · 6e, 13e D'Ariano · 19e Herbine · 35e, 39e Matson | Arbitrage : Pieter Hembrecht Emily Carroll | Arbitrage : Pieter Hembrecht Emily Carroll |
| 4 février 2025 19h40 | Rapport                  |         |                                                              | Arbitrage : Pieter Hembrecht Emily Carroll | Arbitrage : Pieter Hembrecht Emily Carroll |

| Match 10             | Belgique               | 2 - 6   | Tchéquie                                                          |                                             |                                             |
| 4 février 2025 21h00 | Gose 1e · Delforge 36e | (1 - 3) | 6e, 13e, 34e Lehovcová · 7e Nováková · 34e Babická · 38e Duchková | Arbitrage : Michelle Meister Abby MacArthur | Arbitrage : Michelle Meister Abby MacArthur |
| 4 février 2025 21h00 | Rapport                |         |                                                                   | Arbitrage : Michelle Meister Abby MacArthur | Arbitrage : Michelle Meister Abby MacArthur |

| Match 13             | États-Unis | 1 - 1   | Belgique   |                                       |                                       |
| 5 février 2025 17h00 | Matson 19e | (1 - 1) | 5e Peeters | Arbitrage : Ivona Makar Ayden Shrives | Arbitrage : Ivona Makar Ayden Shrives |
| 5 février 2025 17h00 | Rapport    |         |            | Arbitrage : Ivona Makar Ayden Shrives | Arbitrage : Ivona Makar Ayden Shrives |

| Match 14             | Croatie   | 1 - 4   | Tchéquie                                     |                                            |                                            |
| 5 février 2025 18h20 | Šomin 38e | (0 - 3) | 1e, 16e Lehovcová · 5e Laciná · 39e Duchková | Arbitrage : Melina Illanes Rachel Williams | Arbitrage : Melina Illanes Rachel Williams |
| 5 février 2025 18h20 | Rapport   |         |                                              | Arbitrage : Melina Illanes Rachel Williams | Arbitrage : Melina Illanes Rachel Williams |

#### Groupe B
| Rang | Équipe         | Pts | J | G | N | P | Bp | Bc | Diff |  | Résultats      |  |      |     |     |
| ---- | -------------- | --- | - | - | - | - | -- | -- | ---- |  | -------------- |  | ---- | --- | --- |
| 1    | Pologne        | 7   | 3 | 2 | 1 | 0 | 6  | 3  | +3   |  | Autriche       |  | 10-0 | 1-1 | 1-2 |
| 2    | Autriche       | 4   | 3 | 1 | 1 | 1 | 12 | 3  | +9   |  | Afrique du Sud |  |      | 2-4 | 4-4 |
| 3    | Thaïlande      | 4   | 3 | 1 | 1 | 1 | 6  | 6  | 0    |  | Pologne        |  |      |     | 1-0 |
| 4    | Afrique du Sud | 1   | 3 | 0 | 1 | 2 | 6  | 18 | -12  |  | Thaïlande      |  |      |     |     |

| Match 1              | Autriche | 1 - 1   | Pologne    |                                             |                                             |
| 3 février 2025 10h50 | Kern 29e | (0 - 0) | 36e Chmiel | Arbitrage : Abby MacArthur Kristy Robertson | Arbitrage : Abby MacArthur Kristy Robertson |
| 3 février 2025 10h50 | Rapport  |         |            | Arbitrage : Abby MacArthur Kristy Robertson | Arbitrage : Abby MacArthur Kristy Robertson |

| Match 2              | Afrique du Sud                                       | 4 - 4   | Thaïlande                                        |                                         |                                         |
| 3 février 2025 12h00 | Hamza 6e · Den Bakker 10e · Fourie 16e · Lardant 29e | (3 - 2) | 1e Thanaporn · 20e, 23e Jiratchaya · 33e Kittiya | Arbitrage : Michelle Meister Ana Ortega | Arbitrage : Michelle Meister Ana Ortega |
| 3 février 2025 12h00 | Rapport                                              |         |                                                  | Arbitrage : Michelle Meister Ana Ortega | Arbitrage : Michelle Meister Ana Ortega |

| Match 7              | Pologne   | 1 - 0   | Thaïlande |                                    |                                    |
| 4 février 2025 12h10 | Chmiel 2e | (1 - 0) |           | Arbitrage : Zeke Newman Ana Ortega | Arbitrage : Zeke Newman Ana Ortega |
| 4 février 2025 12h10 | Rapport   |         |           | Arbitrage : Zeke Newman Ana Ortega | Arbitrage : Zeke Newman Ana Ortega |

| Match 8              | Afrique du Sud | 0 - 10  | Autriche                                                                                  |                                     |                                     |
| 4 février 2025 13h30 |                | (0 - 5) | 2e Czech · 5e, 9e Buchta · 12e Proksch · 20e, 24e, 33e Bauer · 23e, 39e Kern · 38e Felber | Arbitrage : Kristy Robertson Salman | Arbitrage : Kristy Robertson Salman |
| 4 février 2025 13h30 | Rapport        |         |                                                                                           | Arbitrage : Kristy Robertson Salman | Arbitrage : Kristy Robertson Salman |

| Match 15             | Autriche    | 1 - 2   | Thaïlande                   |                                        |                                        |
| 6 février 2025 09h30 | Proksch 14e | (1 - 1) | 4e Jiratchaya · 32e Kittiya | Arbitrage : Michael Pontus Zeke Newman | Arbitrage : Michael Pontus Zeke Newman |
| 6 février 2025 09h30 | Rapport     |         |                             | Arbitrage : Michael Pontus Zeke Newman | Arbitrage : Michael Pontus Zeke Newman |

| Match 16             | Pologne                                                  | 4 - 2   | Afrique du Sud            |                                          |                                          |
| 6 février 2025 10h50 | Chmiel 3e · Balcerzak 23e · Rybacha 28e · Zimmermann 34e | (1 - 1) | 12e De Waal · 38e Lardant | Arbitrage : Ivona Makar Pieter Hembrecht | Arbitrage : Ivona Makar Pieter Hembrecht |
| 6 février 2025 10h50 | Rapport                                                  |         |                           | Arbitrage : Ivona Makar Pieter Hembrecht | Arbitrage : Ivona Makar Pieter Hembrecht |

#### Groupe C
| Rang | Équipe           | Pts | J | G | N | P | Bp | Bc | Diff |  | Résultats        |  |     |     |     |
| ---- | ---------------- | --- | - | - | - | - | -- | -- | ---- |  | ---------------- |  | --- | --- | --- |
| 1    | Allemagne        | 9   | 3 | 3 | 0 | 0 | 24 | 2  | +22  |  | Australie        |  | 0-7 | 2-3 | 2-0 |
| 2    | Namibie          | 6   | 3 | 2 | 0 | 1 | 11 | 10 | +1   |  | Allemagne        |  |     | 8-1 | 9-1 |
| 3    | Australie        | 3   | 3 | 1 | 0 | 2 | 4  | 10 | -6   |  | Namibie          |  |     |     | 7-0 |
| 4    | Nouvelle-Zélande | 0   | 3 | 0 | 0 | 3 | 1  | 18 | -17  |  | Nouvelle-Zélande |  |     |     |     |

| Match 3              | Australie              | 2 - 3   | Namibie                           |                                         |                                         |
| 3 février 2025 15h30 | Hughes 1e · Tevant 21e | (1 - 1) | 14e, 31e Myburgh · 38e Ji. Kruger | Arbitrage : Ben Göntgen Rachel Williams | Arbitrage : Ben Göntgen Rachel Williams |
| 3 février 2025 15h30 | Rapport                |         |                                   | Arbitrage : Ben Göntgen Rachel Williams | Arbitrage : Ben Göntgen Rachel Williams |

| Match 4              | Allemagne                                                                        | 9 - 1   | Nouvelle-Zélande |                                          |                                          |
| 3 février 2025 16h40 | Kiefer 6e · Bolle 7e, 9e · Wanner 10e, 19e, 23e, 31e, 39e · Martin-Pelegrina 34e | (5 - 0) | 37e Pearce       | Arbitrage : Melina Illanes Emily Carroll | Arbitrage : Melina Illanes Emily Carroll |
| 3 février 2025 16h40 | Rapport                                                                          |         |                  | Arbitrage : Melina Illanes Emily Carroll | Arbitrage : Melina Illanes Emily Carroll |

| Match 11             | Namibie                                                                             | 7 - 0   | Nouvelle-Zélande |                                        |                                        |
| 5 février 2025 12h10 | Meyer 18e · Ja. Kruger 19e · Philander 27e · Ji. Kruger 27e, 34e · Myburgh 37e, 38e | (2 - 0) |                  | Arbitrage : Sean Edwards Emily Carroll | Arbitrage : Sean Edwards Emily Carroll |
| 5 février 2025 12h10 | Rapport                                                                             |         |                  | Arbitrage : Sean Edwards Emily Carroll | Arbitrage : Sean Edwards Emily Carroll |

| Match 12             | Allemagne                                                              | 7 - 0   | Australie |                                   |                                   |
| 5 février 2025 13h30 | Wanner 7e, 14e, 20e · Gräve 9e · Bolle 10e · Köllinger 15e · Poppe 33e | (6 - 0) |           | Arbitrage : Abby MacArthur Salman | Arbitrage : Abby MacArthur Salman |
| 5 février 2025 13h30 | Rapport                                                                |         |           | Arbitrage : Abby MacArthur Salman | Arbitrage : Abby MacArthur Salman |

| Match 17             | Australie     | 2 - 0   | Nouvelle-Zélande |                                  |                                  |
| 6 février 2025 12h10 | Welsh 3e, 29e | (1 - 0) |                  | Arbitrage : Ayden Shrives Salman | Arbitrage : Ayden Shrives Salman |
| 6 février 2025 12h10 | Rapport       |         |                  | Arbitrage : Ayden Shrives Salman | Arbitrage : Ayden Shrives Salman |

| Match 18             | Namibie       | 1 - 8   | Allemagne                                                                           |                                                 |                                                 |
| 6 février 2025 13h30 | Philander 39e | (0 - 4) | 5e Martin-Pelegrina · 6e, 26e Wanner · 16e Weber · 20e Kiefer · 29e, 30e, 36e Bolle | Arbitrage : Abby MacArthur Lukasz Zwierzchowski | Arbitrage : Abby MacArthur Lukasz Zwierzchowski |
| 6 février 2025 13h30 | Rapport       |         |                                                                                     | Arbitrage : Abby MacArthur Lukasz Zwierzchowski | Arbitrage : Abby MacArthur Lukasz Zwierzchowski |

### Meilleurs troisièmes
Deux équipes classées troisièmes de leur groupe sont repêchées pour compléter le tableau des quarts de finale tandis que le moins bon troisième complète le tableau de classement. Pour départager les trois équipes classées troisièmes de leur groupe, un classement est effectué en comparant les résultats dans leur groupe respectif de chacune des équipes:
| Rang | Équipe              | Pts | J | G | N | P | Bp | Bc | Diff |
| ---- | ------------------- | --- | - | - | - | - | -- | -- | ---- |
| 1    | États-Unis (Grp. A) | 4   | 3 | 1 | 1 | 1 | 10 | 9  | +1   |
| 2    | Thaïlande (Grp. B)  | 4   | 3 | 1 | 1 | 1 | 6  | 6  | 0    |
| 3    | Australie (Grp. C)  | 3   | 3 | 1 | 0 | 2 | 4  | 10 | -6   |

### Phase de classement

#### Tableau pour la9eplace
|  | Demi-finales pour la 9e place | Demi-finales pour la 9e place | Demi-finales pour la 9e place | Demi-finales pour la 9e place |                         |           | Match pour la 9e place | Match pour la 9e place | Match pour la 9e place | Match pour la 9e place |
|  |                               |                               |                               |                               |                         |           |                        |                        |                        |                        |
|  | 7 février 2025                | 7 février 2025                | 7 février 2025                | 7 février 2025                |                         |           | 8 février 2025         | 8 février 2025         | 8 février 2025         | 8 février 2025         |
|  | C3                            | Australie                     | 3                             | 3                             |                         |           | 8 février 2025         | 8 février 2025         | 8 février 2025         | 8 février 2025         |
|  | C3                            | Australie                     | 3                             | 3                             |                         |           | 8 février 2025         | 8 février 2025         | 8 février 2025         | 8 février 2025         |
|  | C4                            | Nouvelle-Zélande              | 1                             | 1                             |                         |           | 8 février 2025         | 8 février 2025         | 8 février 2025         | 8 février 2025         |
|  | C4                            | Nouvelle-Zélande              | 1                             | 1                             | C3                      | Australie | 2                      | 2                      |                        |                        |
|  | 7 février 2025                |                               |                               |                               | C3                      | Australie | 2                      | 2                      |                        |                        |
|  |                               |                               | B4                            | Afrique du Sud                | 3                       | 3         |                        |                        |                        |                        |
|  | B4                            | Afrique du Sud                | B4                            | Afrique du Sud                | 3                       | 3         | 6                      | 6                      |                        |                        |
|  | B4                            | Afrique du Sud                |                               |                               |                         |           |                        | 6                      |                        |                        |
|  | A4                            | Croatie                       | 0                             | 0                             |                         |           |                        |                        |                        |                        |
|  | A4                            | Croatie                       | 0                             | 0                             | Match pour la 11e place |           |                        |                        |                        |                        |
|  |                               |                               |                               |                               |                         |           |                        |                        |                        |                        |
|  | 8 février 2025                |                               |                               |                               |                         |           |                        |                        |                        |                        |
|  | C4                            | Nouvelle-Zélande              | 3                             | 3                             |                         |           |                        |                        |                        |                        |
|  | C4                            | Nouvelle-Zélande              | 3                             | 3                             |                         |           |                        |                        |                        |                        |
|  | A4                            | Croatie                       | 2                             | 2                             |                         |           |                        |                        |                        |                        |
|  | A4                            | Croatie                       | 2                             | 2                             |                         |           |                        |                        |                        |                        |

#### Demi-finales pour la9eplace
| Match 19             | Australie                             | 3 - 1   | Nouvelle-Zélande |                                         |                                         |
| 7 février 2025 10h50 | C. Burns 15e · Welsh 24e · Jackat 26e | (1 - 1) | 13e Sheild       | Arbitrage : Ivona Makar Rachel Williams | Arbitrage : Ivona Makar Rachel Williams |
| 7 février 2025 10h50 | Rapport                               |         |                  | Arbitrage : Ivona Makar Rachel Williams | Arbitrage : Ivona Makar Rachel Williams |

| Match 20             | Croatie | 0 - 6   | Afrique du Sud                                                               |                                                 |                                                 |
| 7 février 2025 12h00 |         | (0 - 1) | 13e Hamza · 23e De Oliveira · 30e Den Bakker · 33e Fourie · 39e, 40e De Waal | Arbitrage : Melina Illanes Lukasz Zwierzchowski | Arbitrage : Melina Illanes Lukasz Zwierzchowski |
| 7 février 2025 12h00 | Rapport |         |                                                                              | Arbitrage : Melina Illanes Lukasz Zwierzchowski | Arbitrage : Melina Illanes Lukasz Zwierzchowski |

#### Match pour la11eplace
| Match 25             | Croatie                            | 2 - 3   | Nouvelle-Zélande |                                     |                                     |
| 8 février 2025 09h00 | Pearce 30e · Sheild 32e · Brun 34e | (0 - 0) | 39e, 40e Čepo    | Arbitrage : Salman Kristy Robertson | Arbitrage : Salman Kristy Robertson |
| 8 février 2025 09h00 | Rapport                            |         |                  | Arbitrage : Salman Kristy Robertson | Arbitrage : Salman Kristy Robertson |

#### Match pour la9eplace
| Match 26             | Australie                    | 2 - 3   | Afrique du Sud                       |                                           |                                           |
| 8 février 2025 10h10 | Zimmerman 25e · C. Burns 26e | (0 - 3) | 14e Davids · 19e Hamza · 20e Lardant | Arbitrage : Melina Illanes Abby MacArthur | Arbitrage : Melina Illanes Abby MacArthur |
| 8 février 2025 10h10 | Rapport                      |         |                                      | Arbitrage : Melina Illanes Abby MacArthur | Arbitrage : Melina Illanes Abby MacArthur |

#### Tableau pour la5eplace
|  | Demi-finales pour la 5e place | Demi-finales pour la 5e place | Demi-finales pour la 5e place | Demi-finales pour la 5e place |                        |         | Match pour la 5e place | Match pour la 5e place | Match pour la 5e place | Match pour la 5e place |
|  |                               |                               |                               |                               |                        |         |                        |                        |                        |                        |
|  | 8 février 2025                | 8 février 2025                | 8 février 2025                | 8 février 2025                |                        |         | 9 février 2025         | 9 février 2025         | 9 février 2025         | 9 février 2025         |
|  | B3                            | Thaïlande                     | 2                             | 2                             |                        |         | 9 février 2025         | 9 février 2025         | 9 février 2025         | 9 février 2025         |
|  | B3                            | Thaïlande                     | 2                             | 2                             |                        |         | 9 février 2025         | 9 février 2025         | 9 février 2025         | 9 février 2025         |
|  | C2                            | Namibie                       | 3                             | 3                             |                        |         | 9 février 2025         | 9 février 2025         | 9 février 2025         | 9 février 2025         |
|  | C2                            | Namibie                       | 3                             | 3                             | C2                     | Namibie | 1                      | 1                      |                        |                        |
|  | 8 février 2025                |                               |                               |                               | C2                     | Namibie | 1                      | 1                      |                        |                        |
|  |                               |                               | A2                            | Belgique                      | 6                      | 6       |                        |                        |                        |                        |
|  | A3                            | États-Unis                    | A2                            | Belgique                      | 6                      | 6       | 5                      | 5                      |                        |                        |
|  | A3                            | États-Unis                    |                               |                               |                        |         |                        | 5                      |                        |                        |
|  | A2                            | Belgique                      | 6                             | 6                             |                        |         |                        |                        |                        |                        |
|  | A2                            | Belgique                      | 6                             | 6                             | Match pour la 7e place |         |                        |                        |                        |                        |
|  |                               |                               |                               |                               |                        |         |                        |                        |                        |                        |
|  | 9 février 2025                |                               |                               |                               |                        |         |                        |                        |                        |                        |
|  | B3                            | Thaïlande                     | 3                             | 3                             |                        |         |                        |                        |                        |                        |
|  | B3                            | Thaïlande                     | 3                             | 3                             |                        |         |                        |                        |                        |                        |
|  | A3                            | États-Unis                    | 5                             | 5                             |                        |         |                        |                        |                        |                        |
|  | A3                            | États-Unis                    | 5                             | 5                             |                        |         |                        |                        |                        |                        |

#### Demi-finales pour la5eplace
| Match 27             | Thaïlande                      | 2 - 3   | Namibie                           |                                       |                                       |
| 8 février 2025 13h40 | Jiratchaya 9e · Tikhamporn 40e | (1 - 2) | 10e, 40e Cormack · 17e Ji. Kruger | Arbitrage : Ivona Makar Emily Carroll | Arbitrage : Ivona Makar Emily Carroll |
| 8 février 2025 13h40 | Rapport                        |         |                                   | Arbitrage : Ivona Makar Emily Carroll | Arbitrage : Ivona Makar Emily Carroll |

| Match 28             | Belgique                                                      | 6 - 5   | États-Unis                                      |                                               |                                               |
| 8 février 2025 14h50 | Gose 4e, 32e · Bierlaire 6e · Peeters 9e, 23e · Ronquetti 26e | (3 - 2) | 3e Matson · 14e, 34e, 40e D'Ariano · 37e Bruder | Arbitrage : Michelle Meister Kristy Robertson | Arbitrage : Michelle Meister Kristy Robertson |
| 8 février 2025 14h50 | Rapport                                                       |         |                                                 | Arbitrage : Michelle Meister Kristy Robertson | Arbitrage : Michelle Meister Kristy Robertson |

#### Match pour la7eplace
| Match 31             | Thaïlande                            | 3 - 5   | États-Unis                              |                                    |                                    |
| 9 février 2025 10h10 | Jiratchaya 24e, 38e · Tikhamporn 39e | (0 - 4) | 5e, 17e, 19e D'Ariano · 18e, 38e Matson | Arbitrage : Ivona Makar Ana Ortega | Arbitrage : Ivona Makar Ana Ortega |
| 9 février 2025 10h10 | Rapport                              |         |                                         | Arbitrage : Ivona Makar Ana Ortega | Arbitrage : Ivona Makar Ana Ortega |

#### Match pour la5eplace
| Match 32             | Namibie     | 1 - 6   | Belgique                                                            |                                             |                                             |
| 9 février 2025 11h20 | Myburgh 27e | (0 - 1) | 5e Peeters · 21e, 28e Verboven · 24e, 37e Ronquetti · 30e Bierlaire | Arbitrage : Kristy Robertson Abby MacArthur | Arbitrage : Kristy Robertson Abby MacArthur |
| 9 février 2025 11h20 | Rapport     |         |                                                                     | Arbitrage : Kristy Robertson Abby MacArthur | Arbitrage : Kristy Robertson Abby MacArthur |

### Tour pour les médailles

#### Tableau
|  | Quarts de finale | Quarts de finale | Quarts de finale | Quarts de finale |          |           | Demi-finales   | Demi-finales   | Demi-finales                  | Demi-finales                  |                               |                               | Finale         | Finale         | Finale         | Finale         |
|  |                  |                  |                  |                  |          |           |                |                |                               |                               |                               |                               |                |                |                |                |
|  | 7 février 2025   | 7 février 2025   | 7 février 2025   | 7 février 2025   |          |           | 8 février 2025 | 8 février 2025 | 8 février 2025                | 8 février 2025                |                               |                               | 9 février 2025 | 9 février 2025 | 9 février 2025 | 9 février 2025 |
|  | 7 février 2025   | 7 février 2025   | 7 février 2025   | 7 février 2025   |          |           | 8 février 2025 | 8 février 2025 | 8 février 2025                | 8 février 2025                |                               |                               | 9 février 2025 | 9 février 2025 | 9 février 2025 | 9 février 2025 |
|  | C1               | Allemagne        | 7                | 7                |          |           | 8 février 2025 | 8 février 2025 | 8 février 2025                | 8 février 2025                |                               |                               | 9 février 2025 | 9 février 2025 | 9 février 2025 | 9 février 2025 |
|  | C1               | Allemagne        | 7                | 7                |          |           | 8 février 2025 | 8 février 2025 | 8 février 2025                | 8 février 2025                |                               |                               | 9 février 2025 | 9 février 2025 | 9 février 2025 | 9 février 2025 |
|  | B3               | Thaïlande        | 1                | 1                |          |           | 8 février 2025 | 8 février 2025 | 8 février 2025                | 8 février 2025                |                               |                               | 9 février 2025 | 9 février 2025 | 9 février 2025 | 9 février 2025 |
|  | B3               | Thaïlande        | 1                | 1                | C1       | Allemagne | 2 (1)          | 2 (1)          |                               |                               |                               |                               | 9 février 2025 | 9 février 2025 | 9 février 2025 | 9 février 2025 |
|  | 7 février 2025   |                  |                  |                  | C1       | Allemagne | 2 (1)          | 2 (1)          |                               |                               |                               |                               | 9 février 2025 | 9 février 2025 | 9 février 2025 | 9 février 2025 |
|  |                  |                  | B2               | Autriche         | 2 (3)tab | 2 (3)tab  |                |                |                               |                               |                               |                               | 9 février 2025 | 9 février 2025 | 9 février 2025 | 9 février 2025 |
|  | C2               | Namibie          | B2               | Autriche         | 2 (3)tab | 2 (3)tab  | 1              | 1              |                               |                               |                               |                               | 9 février 2025 | 9 février 2025 | 9 février 2025 | 9 février 2025 |
|  | C2               | Namibie          | 8 février 2025   |                  |          |           | 1              | 1              |                               |                               |                               |                               | 9 février 2025 | 9 février 2025 | 9 février 2025 | 9 février 2025 |
|  | B2               | Autriche         | 5                | 5                |          |           |                |                |                               |                               |                               |                               | 9 février 2025 | 9 février 2025 | 9 février 2025 | 9 février 2025 |
|  | B2               | Autriche         | 5                | 5                | B2       | Autriche  | 0              | 0              |                               |                               |                               |                               |                |                |                |                |
|  | 7 février 2025   |                  |                  |                  | B2       | Autriche  | 0              | 0              |                               |                               |                               |                               |                |                |                |                |
|  |                  |                  | B1               | Pologne          | 1        | 1         |                |                |                               |                               |                               |                               |                |                |                |                |
|  | A1               | Tchéquie         | B1               | Pologne          | 1        | 1         | 4              | 4              |                               |                               |                               |                               |                |                |                |                |
|  | A1               | Tchéquie         |                  |                  |          |           |                |                |                               |                               |                               |                               |                |                |                |                |
|  | A3               | États-Unis       | 2                | 2                |          |           |                |                |                               |                               |                               |                               |                |                |                |                |
|  | A3               | États-Unis       | 2                | 2                | A1       | Tchéquie  | 1              | 1              | Match pour la troisième place | Match pour la troisième place | Match pour la troisième place | Match pour la troisième place |                |                |                |                |
|  | 7 février 2025   |                  |                  |                  | A1       | Tchéquie  | 1              | 1              | Match pour la troisième place | Match pour la troisième place | Match pour la troisième place | Match pour la troisième place |                |                |                |                |
|  |                  |                  | B1               | Pologne          | 3        | 3         |                |                | 9 février 2025                | 9 février 2025                | 9 février 2025                | 9 février 2025                |                |                |                |                |
|  | B1               | Pologne          | B1               | Pologne          | 3        | 3         | 2              | 2              | 9 février 2025                | 9 février 2025                | 9 février 2025                | 9 février 2025                |                |                |                |                |
|  | B1               | Pologne          |                  |                  |          |           |                | 2              |                               |                               | C1                            | Allemagne                     | 3 (2)          | 3 (2)          |                |                |
|  | A2               | Belgique         | 1                | 1                |          |           |                |                |                               |                               | C1                            | Allemagne                     | 3 (2)          | 3 (2)          |                |                |
|  | A2               | Belgique         | 1                | 1                | A1       | Tchéquie  | 3 (3)tab       | 3 (3)tab       |                               |                               |                               |                               |                |                |                |                |
|  |                  |                  |                  |                  |          |           |                |                |                               |                               |                               |                               |                |                |                |                |

#### Quarts de finale
| Match 22             | Namibie     | 1 - 5   | Autriche                                                  |                                            |                                            |
| 7 février 2025 17h50 | Cormack 28e | (0 - 1) | 6e Proksch · 26e Hahnenkamp · 27e, 32e Buchta · 31e Bauer | Arbitrage : Emily Carroll Kristy Robertson | Arbitrage : Emily Carroll Kristy Robertson |
| 7 février 2025 17h50 | Rapport     |         |                                                           | Arbitrage : Emily Carroll Kristy Robertson | Arbitrage : Emily Carroll Kristy Robertson |

| Match 24             | Tchéquie                                             | 4 - 2   | États-Unis        |                                             |                                             |
| 7 février 2025 19h00 | Duchková 2e · Nováková 7e · Laciná 28e · Babická 30e | (2 - 1) | 13e, 40e D'Ariano | Arbitrage : Ana Ortega Lukasz Zwierzchowski | Arbitrage : Ana Ortega Lukasz Zwierzchowski |
| 7 février 2025 19h00 | Rapport                                              |         |                   | Arbitrage : Ana Ortega Lukasz Zwierzchowski | Arbitrage : Ana Ortega Lukasz Zwierzchowski |

| Match 23             | Pologne                      | 2 - 1   | Belgique   |                                        |                                        |
| 7 février 2025 20h10 | Rybacha 19e · Zimmermann 37e | (1 - 1) | 3e Peeters | Arbitrage : Ivona Makar Melina Illanes | Arbitrage : Ivona Makar Melina Illanes |
| 7 février 2025 20h10 | Rapport                      |         |            | Arbitrage : Ivona Makar Melina Illanes | Arbitrage : Ivona Makar Melina Illanes |

| Match 21             | Allemagne                                              | 7 - 1   | Thaïlande      |                                            |                                            |
| 7 février 2025 21h20 | Wanner 7e, 24e, 40e · Bolle 12e, 28e, 40e · Kiefer 38e | (2 - 1) | 12e Tikhamporn | Arbitrage : Rachel Williams Abby MacArthur | Arbitrage : Rachel Williams Abby MacArthur |
| 7 février 2025 21h20 | Rapport                                                |         |                | Arbitrage : Rachel Williams Abby MacArthur | Arbitrage : Rachel Williams Abby MacArthur |

#### Demi-finales
| Match 29             | Allemagne             | 2 - 2             | Autriche                    |                                          |                                          |
| 8 février 2025 18h20 | Bolle 8e · Wanner 18e | (2 - 0)           | 26e Felber · 37e Hahnenkamp | Arbitrage : Emily Carroll Melina Illanes | Arbitrage : Emily Carroll Melina Illanes |
| 8 février 2025 18h20 | Rapport               |                   |                             | Arbitrage : Emily Carroll Melina Illanes | Arbitrage : Emily Carroll Melina Illanes |
| 8 février 2025 18h20 | Bolle · Kirschbaum    | Tirs au but 1 - 3 | Kern · Felber · Czech       | Arbitrage : Emily Carroll Melina Illanes | Arbitrage : Emily Carroll Melina Illanes |

| Match 30             | Pologne                        | 3 - 1   | Tchéquie    |                                         |                                         |
| 8 février 2025 19h30 | Rybacha 4e, 6e · Czujewicz 32e | (2 - 0) | 36e Babická | Arbitrage : Michelle Meister Ana Ortega | Arbitrage : Michelle Meister Ana Ortega |
| 8 février 2025 19h30 | Rapport                        |         |             | Arbitrage : Michelle Meister Ana Ortega | Arbitrage : Michelle Meister Ana Ortega |

#### Match pour la3eplace
| Match 33             | Allemagne                                              | 3 - 3             | Tchéquie                                                         |                                      |                                      |
| 9 février 2025 14h50 | Weber 3e · Bolle 4e, 32e                               | (2 - 2)           | 8e, 18e Lehovcová · 40e Babická                                  | Arbitrage : Emily Carroll Ana Ortega | Arbitrage : Emily Carroll Ana Ortega |
| 9 février 2025 14h50 | Rapport                                                |                   |                                                                  | Arbitrage : Emily Carroll Ana Ortega | Arbitrage : Emily Carroll Ana Ortega |
| 9 février 2025 14h50 | Bolle · Wanner · Poppe · ---- · Bolle · Wanner · Poppe | Tirs au but 2 - 3 | Hájková · Nováková · Laciná · ---- · Hájková · Laciná · Nováková | Arbitrage : Emily Carroll Ana Ortega | Arbitrage : Emily Carroll Ana Ortega |

#### Finale
| Match 34             | Autriche | 0 - 1   | Pologne    |                                            |                                            |
| 9 février 2025 18h20 |          | (0 - 1) | 3e Katerla | Arbitrage : Rachel Williams Michael Pontus | Arbitrage : Rachel Williams Michael Pontus |
| 9 février 2025 18h20 | Rapport  |         |            | Arbitrage : Rachel Williams Michael Pontus | Arbitrage : Rachel Williams Michael Pontus |

## Statistiques

### Buteuses

#### 14 buts
- Ines Wanner

#### 12 buts
- Philin Bolle

#### 11 buts
- Reese d'Ariano

#### 8 buts
- Adélá Lehovcová
- Erin Matson

#### 7 buts
- Daphné Gose

#### 6 buts
- Joanne Peeters
- Jiratchaya Todkaew

#### 5 buts
- Lucija Čepo
- Nikol Babická
- Taramarie Myburgh

#### 4 buts
- Katharina Bauer
- Daria Buchta
- Marie Ronquetti
- Jivanka Kruger
- Marlena Rybacha

#### 3 buts
- Brooke Welsh
- Laura Kern
- Katharina Proksch
- Lucie Duchková
- Katharina Kiefer
- Kiana-Ché Cormack
- Monika Chmiel
- Malikah Hamza
- Jessica Lardant
- Kayla de Waal
- Tikhamporn Sakulpithak

#### 2 buts
- Caitlin Burns
- Fiona Felber
- Marie Hahnenkamp
- Romane Bierlaire
- Fleur Verboven
- Kateřina Laciná
- Natálie Nováková
- Anna Vorlová
- Teresa Martin-Pelegrina
- Maja Weber
- Azaylee Philander
- Kirsten Pearce
- Arabella Shield
- Viktoria Zimmermann
- Cailynn den Bakker
- Tegan Fourie
- Kittiya Losantia
- Charlotte Bruder

#### 1 but
- Kelsey Hughes
- Eden Jackat
- Annelyse Tevant
- Jamie Zimmerman
- Johanna Czech
- Laurine Delforge
- Ophélie Vincent
- Lucija Nizek
- Viktoria Šomin
- Anna Kolářová
- Elisa Gräve
- Ida-Marie Köllinger
- Fenja Poppe
- Jahntwwa Kruger
- Danja Meyer
- Emily Brun
- Julia Balcerzak
- Marta Czujewicz
- Amelia Katerla
- Laylaa Davids
- Daniella de Oliveira
- Thanaporn Tongkham
- Annika Herbine

### Classement final
| Rang                          | Groupe | Équipe           | J | V | N | P | BP | BC | +/- | Pts |
| ----------------------------- | ------ | ---------------- | - | - | - | - | -- | -- | --- | --- |
| Médaille d'or, monde          | B      | Pologne          | 6 | 5 | 1 | 0 | 12 | 5  | +7  | 16  |
| Médaille d'argent, monde      | B      | Autriche         | 6 | 2 | 2 | 2 | 19 | 7  | +12 | 8   |
| Médaille de bronze, monde     | A      | Tchéquie         | 6 | 4 | 1 | 1 | 23 | 14 | +9  | 13  |
| 4                             | C      | Allemagne        | 6 | 4 | 2 | 0 | 36 | 8  | +28 | 14  |
| Éliminées en quarts de finale |        |                  |   |   |   |   |    |    |     |     |
| 5                             | A      | Belgique         | 6 | 3 | 1 | 2 | 23 | 16 | +7  | 10  |
| 6                             | C      | Namibie          | 6 | 3 | 0 | 3 | 16 | 23 | -7  | 9   |
| 7                             | A      | États-Unis       | 6 | 2 | 1 | 3 | 22 | 22 | 0   | 7   |
| 8                             | B      | Thaïlande        | 6 | 1 | 1 | 4 | 12 | 21 | -9  | 4   |
| Éliminées en phase de groupes |        |                  |   |   |   |   |    |    |     |     |
| 9                             | B      | Afrique du Sud   | 5 | 2 | 1 | 2 | 15 | 20 | -5  | 7   |
| 10                            | C      | Australie        | 5 | 2 | 0 | 3 | 9  | 14 | -5  | 6   |
| 11                            | C      | Nouvelle-Zélande | 5 | 1 | 0 | 4 | 5  | 23 | -18 | 3   |
| 12                            | A      | Croatie PO       | 5 | 0 | 0 | 5 | 7  | 26 | -19 | 0   |

### Joueuses récompensées
| Récompense                 | Joueuses          |
| -------------------------- | ----------------- |
| Meilleure jeune joueuse    | Reese d'Ariano    |
| Meilleure gardienne de but | Somlak Suttiprapa |
| Meilleure buteuse          | Ines Wanner       |
| Meilleure joueuse          | Marlena Rybacha   |